# Vietka
Vietka (em bielorrusso:  Ветка, em polonês/polaco:  Wietka) é uma pequena cidade histórica na Bielorrússia, situada às margens do rio Soj. É o principal centro urbano do Raion de Vietka, no Voblast de Homiel.
Vietka estabelecida em 1685, pelo grupo de Velhos Crentes (um ramo da Igreja Ortodoxa Russa) que eram conhecidos como Teodósios, e que haviam migrado da Rússia Central. Na época em que foi fundada, Vietka estava em território lituano.
A prosperidade da cidade trouxe a ira do Império Russo e, como resultado, ela foi destruída duas vezes (1735 e 1764) pelo exército czarista.
Atualmente Vietka está localizada em uma área altamente radioativa, devido à precipitação nuclear do desastre de Tchernóbil, que ocorreu em 26 de abril de 1986.

## Etimologia
A cidade é chamada Vietka em referência a uma ilha do rio Soj. "Vietka" significa "ramo" na língua bielorrussa.

## Geografia
A cidade está localizada no Voblast de Homiel, na margem direita do rio Soj, e é cercada por florestas e terras pantanosas. Ela está situada a 22 km de Homiel, e a estrada que liga Homiel a Dobruš passa por ela. Ela possui 139 áreas habitadas em 57 subúrbios reassentados, que se estende por uma área de 156.3 km2.
Em 2003, a população do distrito era de 19.700.

## História
Um grupo razoavelmente grande de sacerdotes de sacerdote dos Velhos Crentes da Rússia Central migrou para a região de Vietka, e estabeleceu várias aldeias nas redondezas, sob a liderança do hieromonge Fedosie.

### Séculos XVII-XVIII
O grupo de sacerdotes dos Velhos Crentes, conhecido como Teodósios, prosperara na Rússia. Eles conquistaram a simpatia de czares e do governo imperial, em detrimento de outros grupos não-sacerdotais. Depois de se mudarem para Vetka, eles praticavam sua religião com liberdade e também tinham oportunidades econômicas para prosperar. Isso resultou em Vetka se tornando uma cidade de cerca de 40.000 pessoas por volta de 1730. Assim, durante os séculos XVII-XVIII, em Vietka e nos subúrbios vizinhos, houve uma proliferação de mosteiros e priorados. Essa região tornou-se conhecida como o "centro de Raskolniks", com a assimilação e preservação das "tradições da Rússia de Moscou". A praça principal da cidade também foi chamada de Praça Vermelha, como em Moscou, localidade essa que ainda existe. A isso seguiu-se um período de proliferação da cultura artística de "pintura de ícones e design de livros e manuscritos", e de esculturas em madeira, em Vetka.
No entanto, em 1733, Anna da Rússia forçou os Velhos Crentes de Vietka a se mudarem para a Rússia, e quando eles se recusaram, eles foram forçados a deixar Vietka e mudarem-se para a Rússia Central. Epifane, o bispo da comunidade de Vietka, foi encarcerado em 1733. Depois disso, aqueles que viviam em aldeias ao redor do Vietka se organizaram e começaram a construir uma economia florescente. No entanto, isso não foi tolerado por Catarina, a Grande, e todo o grupo de antigos Velhos Crentes foram transportados à força para a Sibéria, pondo fim à sua presença em Vietka. Finalmente, em 1772, o Império Russo assumiu o controle sobre Vietka.

### Séculos XIX-XX
Uma indústria naval foi estabelecida em Vietka a partir de 1840, e os ricos da cidade eram conhecidos por possuir navios a vapor.
Em 1880, a população da cidade de Vietka era 5.982, sendo 42.6% judia, vivendo em 11 prédios de pedra e 994 construções de madeira. Na época, foram reportadas seis fábricas de corda e seis moinhos de vento, quatro forjas, quatro lojas de pedra e 120 lojas de madeira.
A população de Vetka aumentou para 7.200 em 1897. As principais atividades giravam entorno do fabrico e comércio de de jóias, pequenos negócios e artesanato, com os judeus de concentrando no comércio de madeira e operando a partir do porto de Vietka.
Em 1917, Vietka foi absorvida pela jurisdição administrativa da região de Homiel. Tropas alemãs ocuparam Vietka em 1918, durante a Primeira Guerra Mundial, e uma central elétrica foi construída na região, em 1924.
No quadro da União Soviética, Vietka recebeu o status de cidade e distrito em 1925, e tornou-se parte da República Socialista Federativa Soviética da Rússia e depois da República Socialista Soviética da Bielorrússia. A partir de 1933, o jornal "Za bolshevistskie tempi" ("Por tempos bolcheviques") foi publicado na região. Autoridades soviéticas abriram uma escola judaica em iídiche, em Vietka. A população de Vietka no início da Segunda Guerra Mundial era de 6.000 pessoas. Durante a guerra, as forças do Eixo ocuparam a cidade de 18 de agosto de 1941 até 27 de setembro de 1943, assassinando 656 cidadãos, mais de 10% da população.
A catástrofe de Tchernóbil, ocorrida em 26 de abril de 1986, causou um imenso reassentamento da população local. Cerca de 40.000 foram reassentados em áreas distantes do efeito de radiação, e no primeiro aniversário do desastre a população restante da cidade foi estimada em apenas 7.000.

## Economia
Atualmente as indústrias que movem a economia de Vietka incluem produção de leite e carne, fábricas de algodão e tecelagens. Há quatro cooperativas de produção agrícola, numerosas pequenas empresas agrícolas, quatro fazendas, 23 laticínios, quatro fazendas de criação de suínos e uma coudelaria. Um levantamento de 2007 a respeito da economia de Vietka sugere um significativo desenvolvimento socioeconômico, com 10,4% da economia correspondendo à produção industrial e 13,8% ao comércio. As exportações aumentaram 74,1%, e as importações 126,7%, mas mantendo um superávit comercial.
Uma fábrica de cimento está sendo construída em Vietka, utilizando calcário disponível nos depósitos de Shirokoie e Podkamennoe, perto de Vietka.

## Atrações
As atrações turísticas da cidade relacionam-se com o folclore, o artesanato e as tradições dos Velhos Crentes. Há 64 monumentos arqueológicos, 55 monumentos históricos e culturais, bem como 12 grupos folclóricos e de artes cênicas etnográficas em Vietka. Além disso, o Palácio de Senejinski, na vila de Khaltch, e a casa do comerciante Groshikov, na própria Vietka, são famosos monumentos arquitetônicos locais. Este último foi construído em 1897, na Praça Vermelha, e agora abriga o Museu de Arte Popular. O museu tem exposições de artefatos antigos, portas de madeira ricamente esculpidas, manuscritos, trajes tradicionais e tecidos rushniki. Além disso, a coleção de Fiodor Grigorievitch Shkliarov forma a sua principal atração, com 5.600 ítens que representam a cultura e a vida popular, a arte tradicional e os negócios da região de Vietka.